# Crédit Industriel et Commercial
Il Crédit Industriel et Commercial, in acronimo CIC, è una banca francese fondata nel 1859 che fa parte del gruppo Crédit Mutuel- CIC, nato nel 1998 dopo l'acquisizione del CIC da parte del Crédit Mutuel. E più esattamente da parte del Crédit Mutuel Centre Est Europe.
Il Crédit Industriel et Commercial si componeva di 7 banche regionali:
- CIC Banque CIAL
- CIC Banque CIO-BRO
- CIC Banque BSD-CIN
- CIC Banque SNVB
- CIC Bonnasse Lyonnaise de Banque
- CIC Lyonnaise de Banque
- CIC Société bordelaise
- Banque Transatlantique

Già dal 2010 le banche regionali hanno assunto una denominazione rispondente alla collocazione geografica delle stesse:
- CIC Nord Ouest
- CIC IDF
- CIC Ouest
- CIC Sud Ouest
- CIC Est
- CIC LB (Sud Est)

La sede principale è a Parigi. Nel 2007 il gruppo Crédit Mutuel - CIC risultava la terza banca francese.
L'istituto è stato a lungo uno degli azionisti istituzionali del gruppo Banca Popolare di Milano. Ufficialmente la partecipazione nel capitale della banca milanese è stata venduta ad inizio aprile 2014.
Si tratta del primo gruppo francese di banche regionali, storicamente forte nell'attività di monetica. È presente fuori dalla Francia con numerosi uffici di rappresentanza e con quattro succursali (Francoforte, Londra, New York, Singapore). Dal 2011 è stata creata una joint venture con il Banco Popular, che ha dato vita a una nuova entità bancaria in Spagna: Targobank (con quota del 50%). Tale espansione segue l'acquisto in Germania di agenzie retail prima appartenenti a Citibank, oggi sotto la denominazione Targobank.
Il gruppo Crédit mutuel - CIC ha partecipazioni anche in banche del Nordafrica, quali la Banque de Tunisie e la BMCE in Marocco. Del gruppo fa parte anche la Banque Transatlantique, storico istituto francese funzionante oggi come private bank.
Nel 2013 il CIC annoverava 4.569.510 clienti e 2.074 agenzie in Francia.

## Storia
Il CIC è la più antica banca francese di deposito, infatti nel 1859 fu fondata la Société générale de crédit industriel et commercial per decreto imperiale di Napoleone III.
Nel 1864 il CIC partecipò in modo significativo al capitale di banche di nuova costituzione, come la Société lyonnaise.
Nel 1895 fu aperta la prima filiale all'estero, quella di Londra. Nel 1896 il CIC partecipò alla fondazione di varie banche oltremare: la '"Banca di Romania", la "Banca di Madrid", la "Banca della Nuova Caledonia", la Banque de la Réunion e quella del Madagascar.
Nel 1917 fanno la propria apparizione nei bilanci el CIC le azioni delle banche filiali regionali. Quella di assumere partecipazioni nelle banche regionali era una politica del CIC. Fra il 1918 e il 1927 entrò nella compagine sociale della Banque Dupont, della Banque Scalbert-Dupont, del Crédit havrais, della Crédit de l'Ouest, della Société Nancéienne & Varin-Bernier. Nel 1927 fu creato il Groupe des banques affiliées ("Gruppo delle banche affiliate" - GBA). Nel 1929 nasce l' Union des banques régionales pour le Crédit industriel ("Unione delle banche regionali per il CIC - UBR) che riunisce 18 istituti regionali e locali intorno al CIC. Nello stesso anno il CIC fonda la Société de secours mutuels ("Società di mutuo soccorso").
Fra il 1948 e il 1970 le banche regionali del CIC si sono espanse.
Nel 1968 il gruppo Banque de Suez-Union des Mines prende il controllo del CIC, così nel periodo 1971-1982 la maggioranza del capitale del CIC (72%) è detenuta dalla Compagnie financière de Suez. Durante questo periodo la Banca ha aperto degli uffici all'estero.

### Le successive ristrutturazioni del gruppo

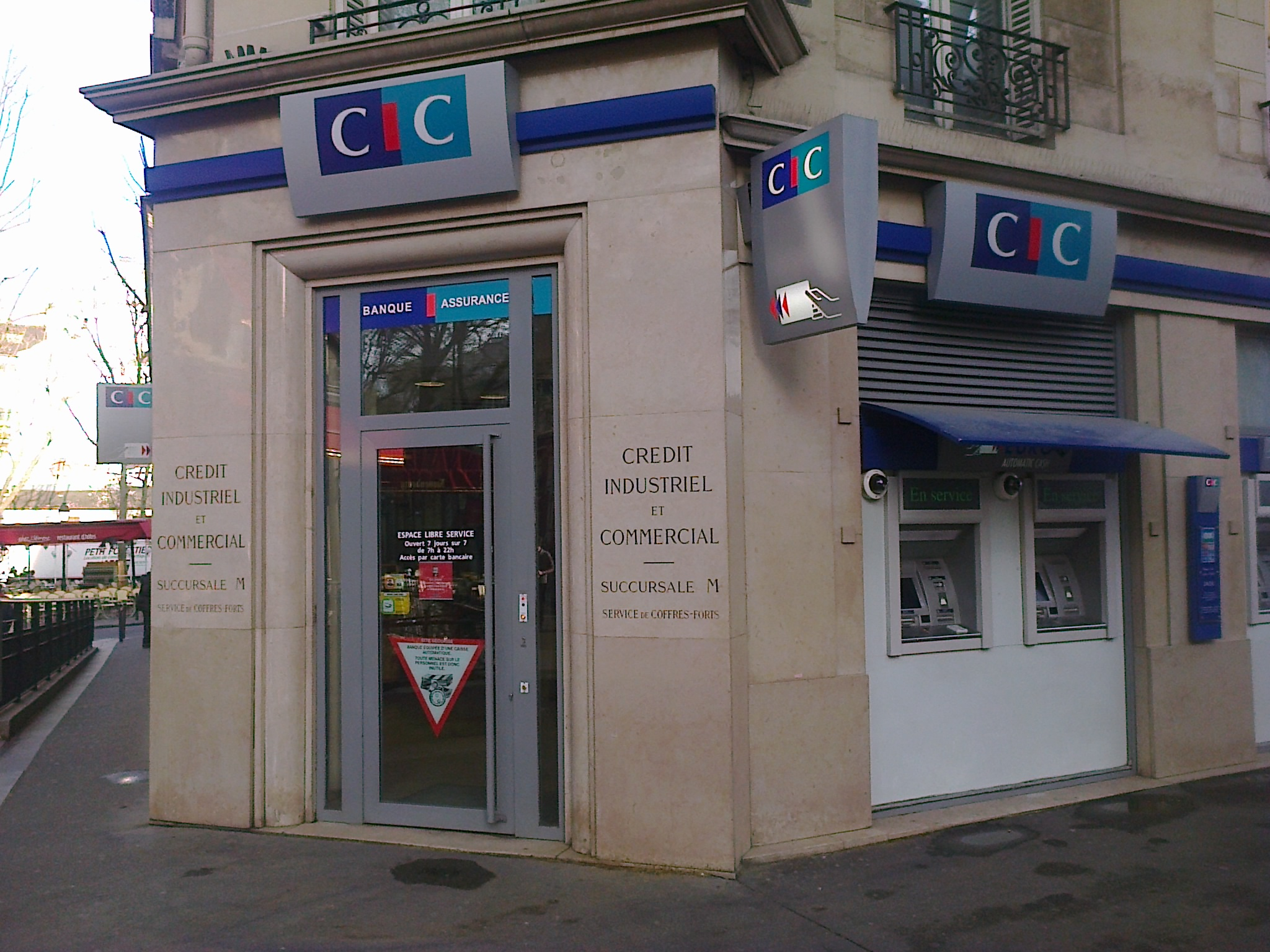
Agence CIC boulevard Saint-Michel a Parigi

Nel 1982 il CIC fu nazionalizzato insieme alle nove banche del GBA. L'anno successivo la proprietà del gruppo è stata ristrutturata: il 51% del capitale delle banche regionali è ormai deternuto dalla società madre. Nel 1984 la ristrutturazione prosegue con l'istituzione della CIC Union européenne e della Compagnie financière de CIC.
Nel 1989 la GAN, che già deteneva il 34% delle azioni, portò la sua partecipazione al 51%. Si ha una nuova ristrutturazione del gruppo: l'anno successivo la Compagnie financière de CIC e la Banque de l'Union européenne industrielle et financière si fondono per far nascere l' Union européenne de CIC, banca e holding del gruppo CIC, che deteneva il 100% del capitale degli istituti regionali. Nel 1993 la GAN arriva a controllare il 92,64% del capitale dell'Union européenne de CIC.
Nel 1996 il governo di Alain Juppé decise di privatizzare il gruppo CIC attraverso vendite graduali.
Conseguentemente nel 1998 il Governo annunciò che la Banque fédérative Crédit mutuel (una holding del gruppo Crédit mutuel) è ormai azionista di maggioranza dell' Union européenne de CIC con il 67% del capitale, GAN conservava il 23% e più del 7% era riservato ai dipendenti.
Nel 1999 la fusione dell'Union européenne de CIC con il CIC Paris (la banca regionale dell'Île-de-France) dà vita al Crédit industriel et commercial (CIC), nuova struttura e nome, insieme banca capogruppo e banca regionale.
Nel periodo 2000-2004 il CIC si espande internazionalmente con la partecipazione nella Banque de Tunisie, e con accordi di partenariato con la Banca Popolare di Milano in Italia e la Bank of East Asia.
Intanto, nel 2001, il Crédit mutuel rileva la residua quota della GAN.
In Francia viene introdotta una nuova organizzazione territoriale intorno a sei poli, in ognuno dei quali opera una banca regionale: il CIC competente per l'Île-de-France; Banque CIC Nord Ouest; Banque CIC Est; CIC Bonnasse Lyonnaise de Banque nel Sud-Est; Banque CIC Sud Ouest; Banque CIC Ouest.